# Feni Sadar
Feni Sadar es un subdistrito (upazila) del distrito (zila) de Feni, de la región de Chittagong, en Bangladés, con una población censada en marzo de 2011 de 512 646 habitantes.
Se encuentra ubicado al sureste del país, cerca de la frontera con India y de la costa del golfo de Bengala.